# Volkswagen LT
Le Volkswagen LT est un véhicule utilitaire produit par la marque. La camionnette LT est commercialisée pour la première fois en 1975. Cet utilitaire Lasten Transporter: dit LT (qui signifie transport de charge) permet à la marque Volkswagen de se lancer sur le marché des camions légers, en complément de son offre historique sur les utilitaires légers. La gamme du LT vient épauler celle de son petit frère le Combi qui deviendra Transporter. Comme à son habitude, VW propose plusieurs versions de ce véhicule, pour le LT VW, trois catégories de poids de 2,8 à 3,5 tonnes sont proposées (LT28, LT31, LT35), ainsi que différents empattements, options de toits et carrosseries. Niveau design, de nombreuses modifications ont été faites, une des plus marquantes est le changement de phares : ronds puis carrés en 1986, de même pour la calandre. En réduisant les zones d'encombrement, VW a augmenté la surface utilitaire qui à passe environ à 5.5m². Le LT et considéré comme étant aussi logeable comme un conteneur, vraie boîte dans laquelle on fourre tout facilement ; c'est en partie ce qui fera son succès, avec l'arrivée des motorisations Diesel. Lors de son lancement, le premier LT dispose d'un moteur 4 cylindres 2.0l essence de 75 cv et d'une boîte à 4 vitesses. C'est à partir de 1976 qu'un modèle avec moteur Diesel de 2.5l est proposé, une version à 6 cylindres verra le jour en 1978. C'est en 1986 que deux moteurs turbo Diesel font leur apparition portant les puissances de cette bête de somme à 90 cv et 102 cv. Finalement, Volkswagen décide d'abandonner le LT en 1995, après 20 ans de production.Volkswagen (7 à 15 m3).
Il a été décliné sous plusieurs variantes : Volkswagen LT I, LT II, etc. 

## Première génération (1975-1996)

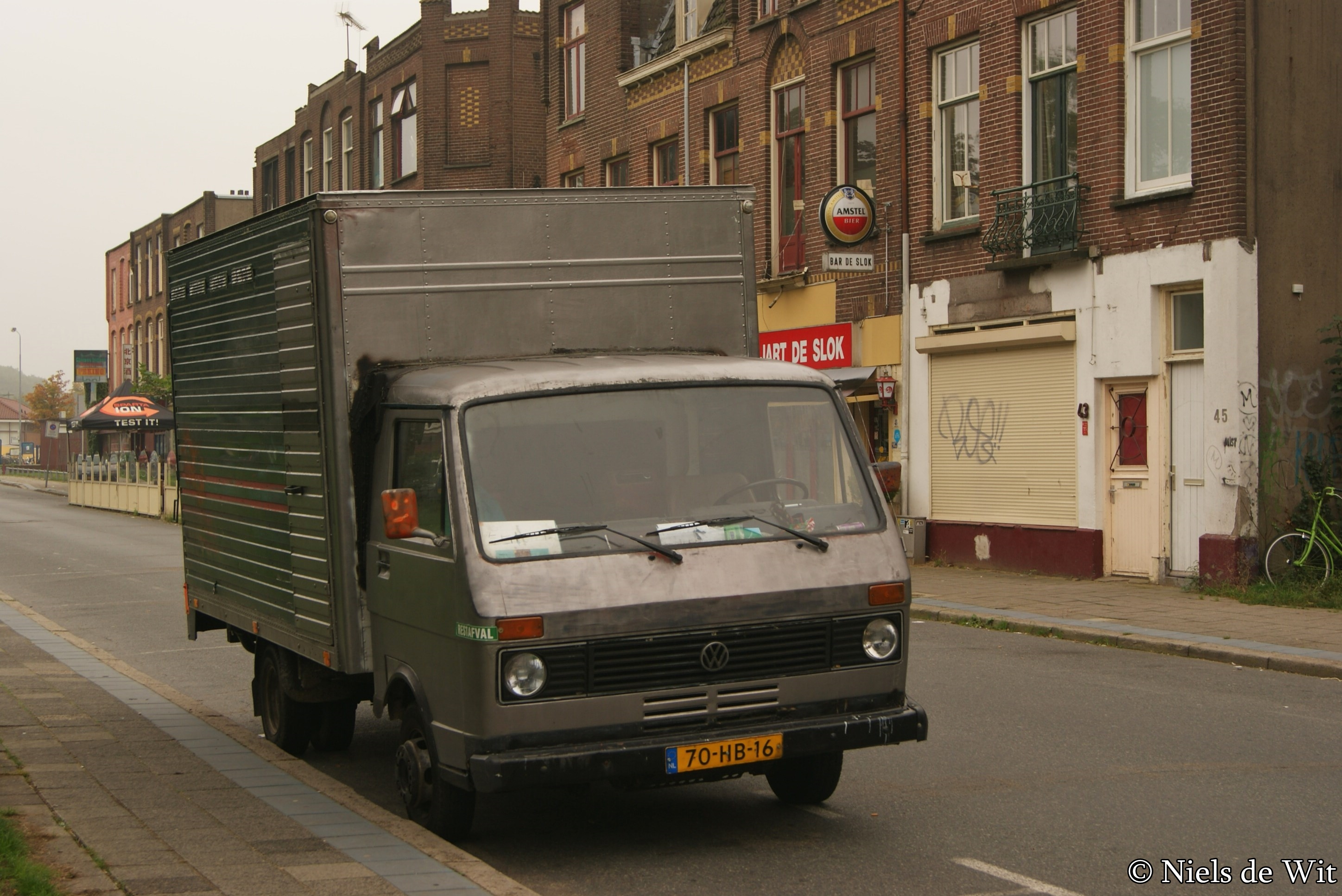
Un VW LT35 I benne.

Le LT I est le premier gros utilitaire de la marque volkswagen.Il est décliné en plusieurs versions :camion benne,camping car,fourgon tolé et fourgon vitré.

### Les versions étrangères

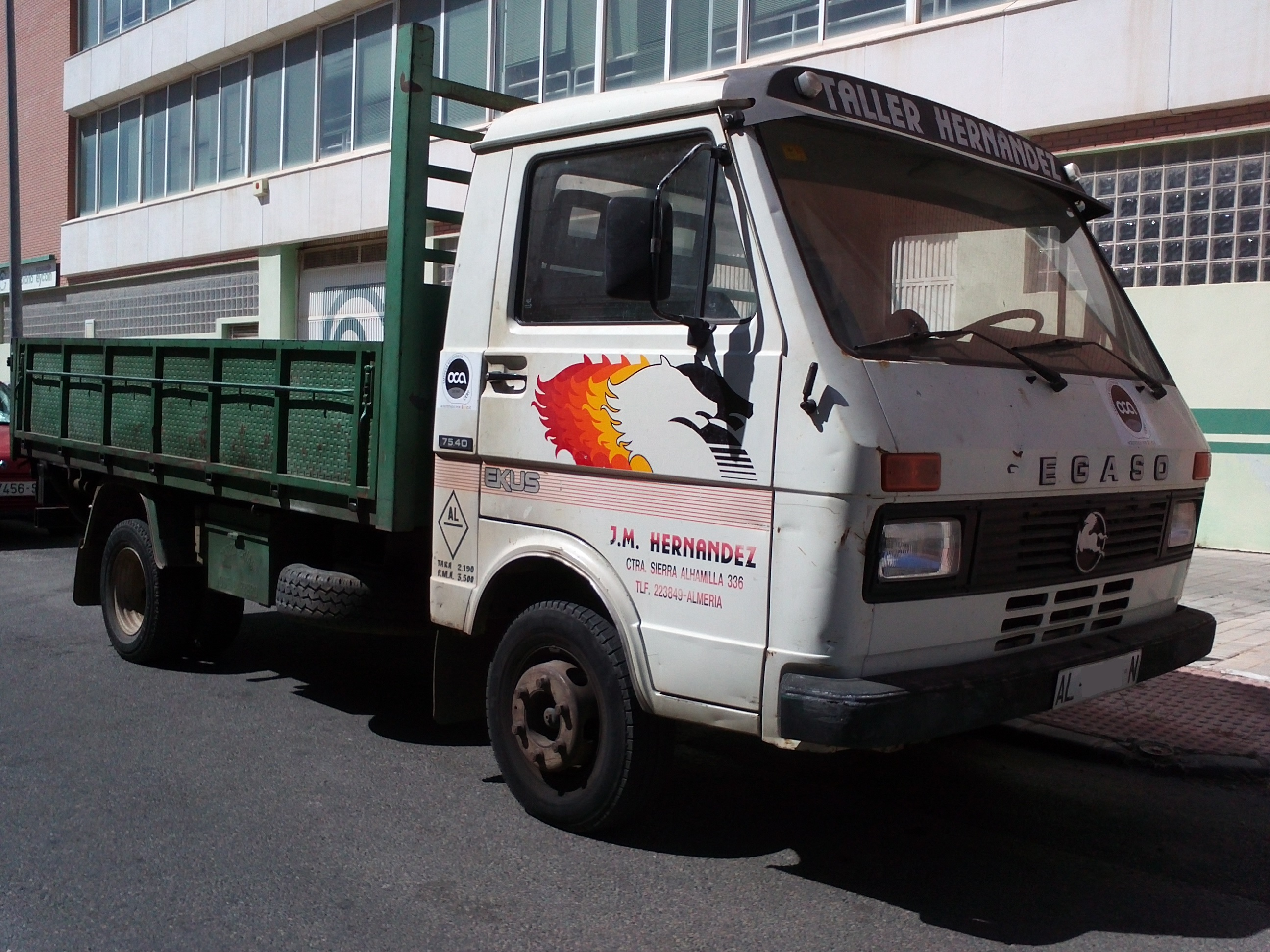
Pegaso Ekus camionnette

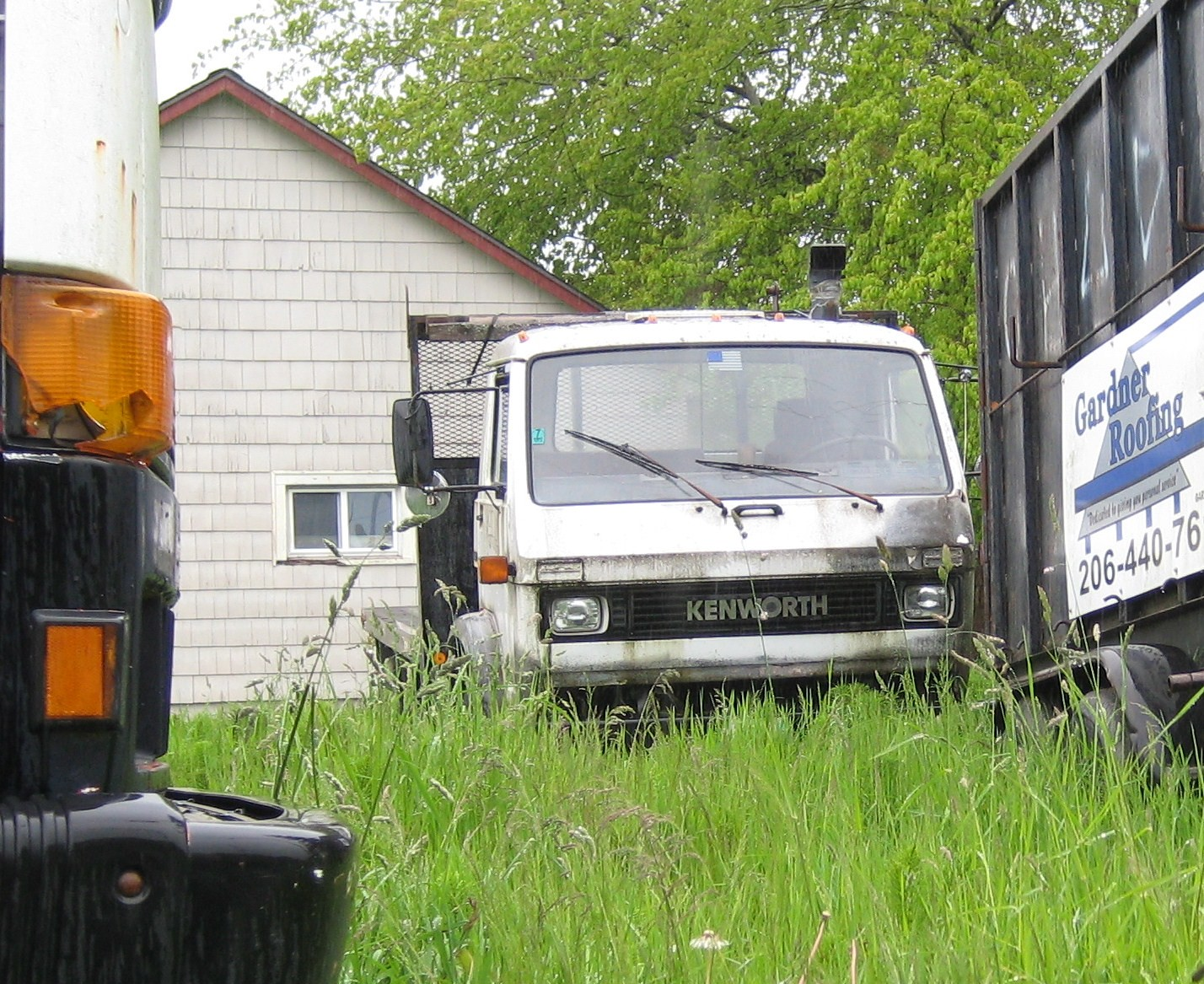
Un modèle Kenworth (abandonné) aux États-Unis

- Espagne - En 1987, VW et Pegaso, avec le concours de MAN AG, signent un accord commercial pour que plusieurs versions du VW LT soient exportées en Espagne et commercialisées dans le réseau Pegaso sous le label Pegaso Ekus, déclinées en version camion benne et fourgon. Cette gamme a été importée d'Allemagne de 1987 à 1991 déjà rebadgée Pegaso[1].

- Brésil - En 1987, VW signe un accord commercial avec le groupe américain Paccar, propriétaire des marques Peterbilt et Kenworth, pour qu'elles commercialisent aux Etats-Unis les modèles VW LT fabriqués au Brésil sous les marques Peterbilt et Kenworth. Le modèle Peterbilt s'appelait "Midranger". L'opération s'est avérée être un profond échec et l'accord n'a duré que quelques années à cause d'un rejet du modèles par les transporteurs américains même si VW a du se résoudre à monter un moteur Cummins pour pallier les défaillances de son moteur[2].

## Seconde génération (1996-2006)

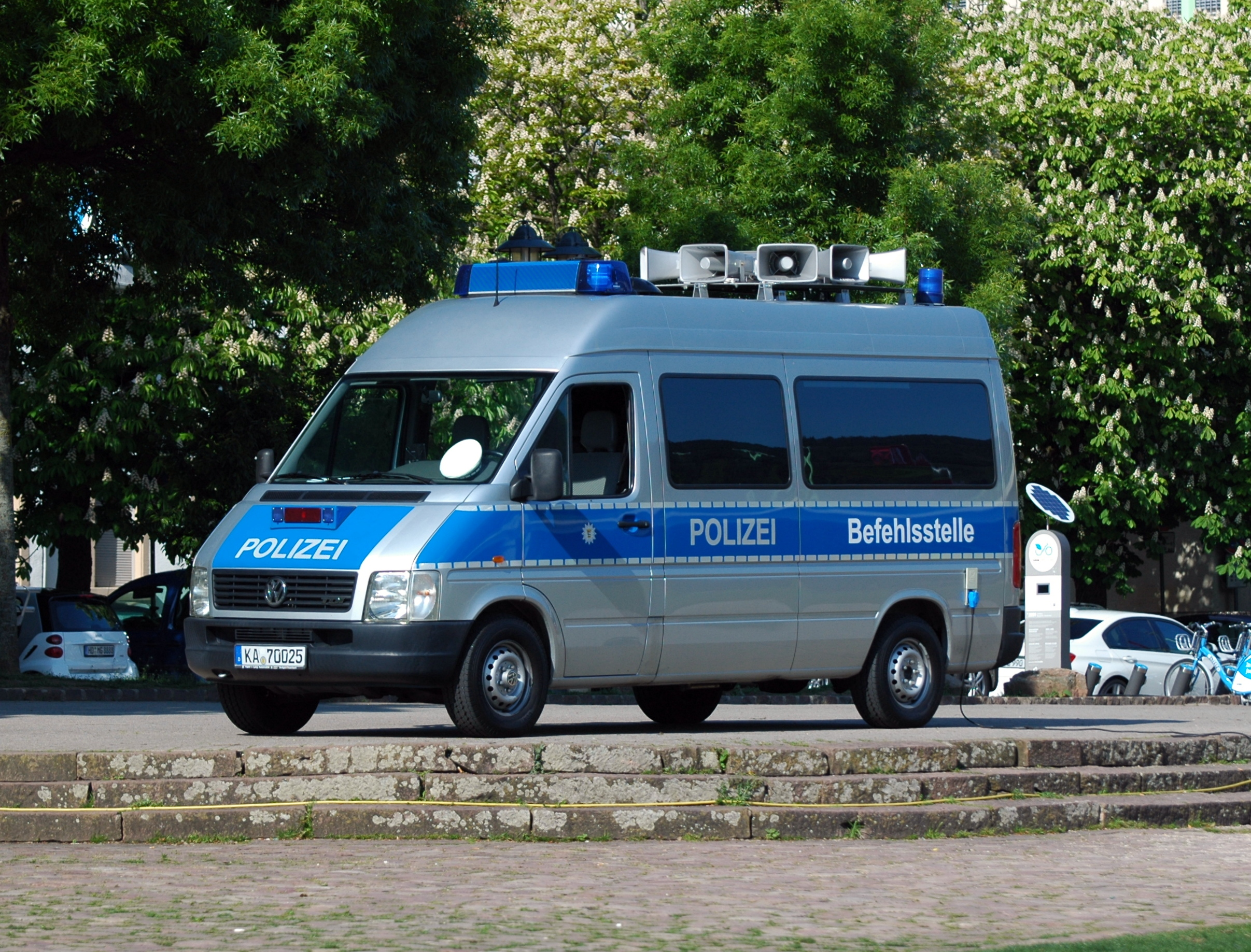
Un LT II de la police Allemande

Cet utilitaire, qui est remplacé par le Volkswagen Crafter depuis 2006, était très apprécié des services publics et des entreprises pour sa robustesse et sa fiabilité.

## Troisième génération (2006-2016)
Le Volkswagen LT III a été présenté sous le nom Volkswagen Crafter.